# Manlaibaatar Damdinsüren
Manlaibaatar Damdinsüren (mong. Манлайбаатар Дамдинсүрэн, ur. 1871 w dystrykcie Barga, zm. 27 stycznia 1921 w Ułan Batorze) – mongolski dyplomata, dowódca wojskowy, bojownik o niepodległość Mongolii, ofiara chińskich represji politycznych.

## Życiorys

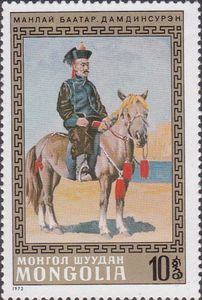
Manlaibaatar Damdinsüren na mongolskim znaczku pocztowym

Pracował od 14. roku życia w mongolskim ministerstwie. W wieku 16 lat został skrybą. Brał czynny udział w mongolskiej rewolucji w 1911 roku. Bogda Chan w uznaniu dla jego zasług nadał mu tytuł księcia oraz stanowisko wiceministra spraw zagranicznych. Poprowadził bitwę o Kobdo w 1912 roku, za co otrzymał tytuł generała. 16 marca 1913 został ministrem spraw zagranicznych, a od 1 lipca 1913 roku jako generał był odpowiedzialny za mobilizację wojskową i prowadził walki z Chinami o wyzwolenie Mongolii Wewnętrznej (tzw. wojna pięciu dróg). Wygrał ponad 10 bitew, jednak po przeprowadzonych rozmowach dyplomatycznych przerwał działania wojenne i wycofał armię. Podczas negocjacji z Chinami i Rosją stał na stanowisku utworzenia zjednoczonej Mongolii, w której skład powinna wchodzić także Mongolia Wewnętrzna i Barga. Po podpisaniu traktatu kiachtańskiego przeprowadził się z rodziną z Hulun Buir i kontynuował pracę dla rządu mongolskiego. 
11 września 1920 roku za zaangażowanie w ruch niepodległościowy został aresztowany przez chińskich żołnierzy i osadzony w więzieniu w Ułan Batorze, gdzie był poddawany przesłuchaniom oraz torturom. Zmarł w więzieniu 27 stycznia 1921 roku.
W Ułan Batorze nazwano jego imieniem jedną z ulic.